# Orenco
Orenco (kiejtése: ɒrˈrɛnkoʊ) az Amerikai Egyesült Államok Oregon államának Washington megyéjében elhelyezkedő egykori gyárváros, Hillsboro része.
1905-ben jött létre, nevét az alapító almatermesztő vállalatról (Oregon Nursery Company) kapta.
 A posta 1909 és 1963 között működött. Az Oregon Electric Railway vasútállomása 1908-ban nyílt meg.

## Története
Az 1850-es években a Donation Land Claim Act miatt számos európai telepes érkezett. A helyi gazdálkodók kínaiakat alkalmaztak.
A századfordulón Archibald McGill és Malcolm McDonald megalapították az Oregon Nursery Companyt, ami 1906 májusában 0,69 km2-nyi területet vásárolt. A William H. Bennett területén 1908-ban alapított település nevét Anna Lisky McNew javasolta. Az évben elindult az Oregon Electric Railway Forest Grove–Portland-villamosvonala, december 21-én pedig a shute-i körzetből kiválva megalakult az Orencói Tankerület. Az első családok főleg magyarok voltak. 1909-ben megalakult az egyházközség. 1910-ben a népesség elérte az ötszáz főt; december 6-án önkéntes tűzoltóságot alapítottak. 1913-ban az iskolának 169 diákja volt.
1913. január 6-án a lakosság a várossá válás mellett döntött; az 1915-ben felépült városháza volt egyben a tűzoltóság és a fogda is. H. V. Meade 1914-től adta ki az Orenco Herald újságot. Ekkoriban a településen posta, egy áruraktár, két üzlet, kovácsműhely, áruház, fatelep, fagyizó és nyomda volt, továbbá kiépített elektromossággal, közvilágítással, telefonszolgáltatással, illetve víz- és csatornahálózattal rendelkezett.
1924-ben a beavertoni Premium Picture Productions a rendőrségről szóló filmet forgatott. 1928 augusztusában megszűnt a tehervasúti állomás, 1929-ben pedig a nagy gazdasági világválság miatt az Oregon Nursery Company csődbe ment. Több üzlet is bezárt, ezért a népességszám csökkent; 1932-ben megszűnt a vasúti személyforgalom, 1938-ban pedig a lakosok a városi rang elvétele mellett döntöttek.
Malcolm McDonald lakóháza szerepel a történelmi helyek jegyzékében. A létesítmény az 1953-ban megnyílt és 2006-ban bezárt golfpálya területén található, ahol 2013-ban kialakították az Orenco Woods Nature Parkot.

## Népesség
| Lakosok száma | 75   | 335  | 313  | 400  | 200  | 450  | 450  |
|               | 1910 | 1920 | 1950 | 1960 | 1970 | 1980 | 1990 |

## Fordítás
- Ez a szócikk részben vagy egészben  az   Orenco, Oregon című angol Wikipédia-szócikk ezen változatának fordításán alapul.  Az eredeti cikk szerkesztőit annak laptörténete sorolja fel. Ez a jelzés csupán a megfogalmazás eredetét és a szerzői jogokat jelzi, nem szolgál a cikkben szereplő információk forrásmegjelöléseként.